# Xã Main Shore, Quận Greene, Arkansas
Xã Main Shore (tiếng Anh: Main Shore Township) là một xã thuộc quận Greene, tiểu bang Arkansas, Hoa Kỳ. Năm 2010, dân số của xã này là 230 người.